# Tecnam
Tecnam ist ein italienischer Flugzeughersteller, der sich auf die Entwicklung und Herstellung von Ultraleichtflugzeugen und VLAs (Very Light Aircraft) spezialisiert hat.

## Geschichte
Im Jahre 1986 gründeten die Brüder Luigi und Giovanni Pascale, beide ehemals bei der Firma Partenavia Costruzioni Aeronautiche tätig, in Neapel die Firma Costruzioni Aeronautiche TECNAM. Die erste Maschine, die Tecnam auf dem Markt brachte, war die P92 Echo, ein kleiner zweisitziger Hochdecker in der Klasse der Micro Light Aeroplane. Danach folgte die P96 „Golf“.
Seit 2007 ist die zweimotorige P2006T mit Einziehfahrwerk, Verstellpropeller, optionalem IFR-Glascockpit und FAA-Zertifierung erhältlich. Die EASA-Zulassung des mit zwei Rotax-912-Motoren ausgestatteten Flugzeugs erfolgte am 25. Mai 2009. Durch extremen Leichtbau sollen die Leistung und insbesondere der Preis von einmotorigen Viersitzern erreicht werden. Bis zur Mitte des Jahres 2009 lagen bereits über 100 Bestellungen für das Flugzeug vor.
Die Produktionsanlagen des Unternehmens befinden sich auf dem Flugplatz Capua.

## Flugzeuge von Tecnam

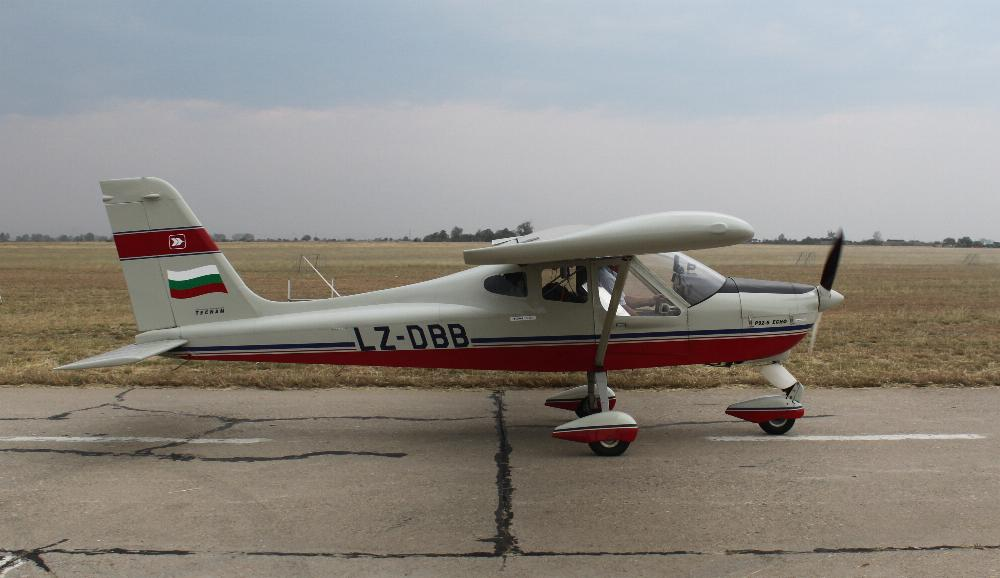
Tecnam P92 Echo

### Ultraleicht
- P92
- P96

### Einmotorige Flugzeuge
- P2002
- P2008
- P2010

### Zweimotorige Flugzeuge
- P2006T, vier Sitzplätze, zwei Rotax-912- oder -914-Motoren; Einziehfahrwerk, 420 kg Zuladung; Reisegeschwindigkeit bei 70 % Leistung 145 Knoten[4]
- P2012 Traveller